# Episodi di Capitan Harlock
La serie televisiva creata da Leiji Matsumoto è stata prodotta in 42 episodi trasmessi per la prima volta nel 1978 a cura della Toei Animation, prima di una lunga serie d'opere d'animazione ispirate allo stesso universo tra cui: Capitan Harlock SSX, Harlock Saga - L'anello dei Nibelunghi, Cosmowarrior Zero ed infine Space Pirate Captain Herlock - The Endless Odyssey
| Nº | Titolo italiano Giapponese 「Kanji」 - Rōmaji | In onda           | In onda          |
| Nº | Titolo italiano Giapponese 「Kanji」 - Rōmaji | Giapponese        | Italiano         |
| 1  | Bandiera pirata nello spazio 「宇宙にはためく海賊旗」 - uchū nihatameku kaizoku hata | 14 marzo 1978     | 9 aprile 1979    |
| 1  | Harlock e i suoi compagni, a bordo d'un'astronave tutta nera denominata Arcadia, la cui bandiera è un teschio con le ossa incrociate, cattura le navi mercanti da e per la Terra; depredano solo beni di prima necessità e alimenti, lasciando invece tutto il denaro e gli oggetti preziosi. Gli abitanti del pianeta si trovano riuniti sotto la direzione di un unico governo mondiale e sono mantenuti ottusamente apatici e indifferenti tramite particolari onde emesse dagli apparecchi Tv. Il pirata è stato bandito e sul suo capo pesa una condanna capitale in quanto nemico pubblico. Nell'occasione in cui è sceso sulla Terra per fare visita alla piccola Mayu viene catturato ma, prima che l'esecuzione a morte abbia a luogo, l'Arcadia giunge in soccorso. |                   |                  |
| 2  | Assalto dall'ignoto 「未知からのメッセージ」 - michi karano messeji | 21 marzo 1978     | 10 aprile 1979   |
| 2  | Le navi mercantili che trasportano i beni necessari alla Terra - fatti produrre dalla forza lavorativa composta oramai esclusivamente da robot - vengono distrutte durante il loro tragitto nello spazio. Ne viene ovviamente incolpato Harlock il quale intanto sta seguendo uno stranissimo tipo di meteorite che sta puntando esattamente in direzione della Terra. Cerca allora di preavvertire i capi mondiali del pericolo che stanno correndo, ma senza alcun esito in quanto non viene creduto. Neanche l'Arcadia riesce a far nulla contro la gigantesca pietra aliena protetta da un potentissimo campo elettromagnetico: impatta infine sulla Terra aprendo un enorme cratere. |                   |                  |
| 3  | Una donna che brucia come carta 「紙のように燃える女」 - kami noyōni moe ru onna | 28 marzo 1978     | 11 aprile 1979   |
| 3  | Gli uomini che hanno assunto il governo del pianeta non danno alcuna importanza alla misteriosa sfera precipitata dal cielo, sono troppo impegnati a giocare a golf. Solamente un esimio scienziato di nome Daiyu, che ha potuto studiare approfonditamente piccoli frammenti provenienti dall'oggetto alieno, si convince immediatamente debba trattarsi di un "Pennant", una specie di segnale inviato all'umanità da esseri extraterrestri. Il professore, il quale cerca subito di avvertire del grave rischio, viene assassinato da una mazoniana, una specie aliena che se uccisa si riduce come la carta bruciata. Il figlio adolescente di Daiyu, Tadashi, non riesce a salvare la vita al padre e viene anzi anch'egli aggredito dalle mazoniane; solo l'intervento provvidenziale di Harlock riesce a toglierlo dai guai. A bordo dell'Arcadia il ragazzo giura di vendicarsi. |                   |                  |
| 4  | Sotto la bandiera della libertà 「自由の旗の下に!」 - jiyū no hata no shitani ! | 11 aprile 1978    | 12 aprile 1979   |
| 4  | Tadashi non riesce a mettersi a proprio agio a bordo dell'astronave dei pirati spaziali e si fa 'sbarcare' nuovamente sulla Terra. Purtroppo anche lui viene arrestato con l'accusa di alto tradimento contro il governo terrestre in quanto salito a bordo dell'Arcadia; nessuno dei suoi avvertimenti viene minimamente preso in considerazione. Tutto ciò lo convince definitivamente a fuggire dal pianeta e andar ad unirsi alla ciurma di Harlock, sotto la sua bandiera raffigurante la libertà. |                   |                  |
| 5  | Ai confini delle stelle 「はるかなる星の涯に…」 - harukanaru hoshi no gai ni ... | 18 aprile 1978    | 13 aprile 1979   |
| 5  | L'Arcadia viene intercetta da un'astronave mazoniana che l'aggredisce; Harlock e l'equipaggio tutto però si difendono bene e riescono a distruggere il nemico, arrivando inoltre anche a far prigioniera la sua comandante: per non farsi interrogare la mazoniana si fa esplodere. Sulla Terra nel frattempo il consigliere Kirita, a capo delle forze militari, tende un agguato al pirata spaziale. |                   |                  |
| 6  | La regina Raflesia 「幻のマゾーン」 - maboroshi no mazon | 25 aprile 1978    | 16 aprile 1979   |
| 6  | Harlock, avvistato il relitto d'una nave mazoniana che si sta velocemente avvicinando a loro, propone a Tadashi di seguirlo per andar a recuperarla; il ragazzo avrà qui il proprio battesimo del fuoco. Successivamente l'Arcadia giunge al planetoide denominato "Isola pirata" e qui l'intero equipaggio cerca di riposarsi un po'. Individuano presto una presenza nemica che li sta spiando ma non riescono a catturarla; emerge dall'acqua una grande sfera, simile ad una grande mina subacquea, sopra la quale appare l'immagine della regina mazoniana Raflesia. Tadashi prova a colpirla, ma la sfera si disintegra, provocando un incendio di vaste proporzioni nell'intera isola. |                   |                  |
| 7  | La piramide in fondo al mare 「海底のピラミッド」 - kaitei no piramiddo | 2 maggio 1978     | 17 aprile 1979   |
| 7  | Captati misteriosi segnali provenienti dal Triangolo delle Bermuda Harlock si convince che è bene andare ad indagare nelle vicinanze per scoprire di cosa si tratta; dopo che Yattaran ha sganciato una bomba sui fondali marini appare una gigantesca Piramide sulle cui pareti di pietra sono incise delle scritte somiglianti in tutto e per tutto a quelle che si trovano sul pennant caduto sulla Terra. All'interno dell'antichissima struttura Harlock recupera il corpo d'una mazoniana dalle fattezze meravigliose, l'aliena è di una bellezza indicibile; intanto Tadashi spinto dall'odio prova a sparare alla nemica ma viene fermato da un gruppo di alghe dalle forme umane e dovrà essere portato in salvo da Yattaran. Harlock nuovamente cerca di mettere in allerta i capi terrestri, ma inutilmente: Kirita è sempre più impegnato nel tentativo di ucciderlo, usando Mayu come esca. |                   |                  |
| 8  | L'astuta tattica della regina 「女王の宇宙艦隊」 - joō no uchū kantai | 9 maggio 1978     | 18 aprile 1979   |
| 8  | Quella che sembra a prima vista una messaggera di Raflesia intima ad Harlock di smetterla di mettergli i bastoni tra le ruote, se non vuole finire male: è stato un ologramma proveniente da un'astronave celata nelle vicinanze. L'Arcadia si trova presto aggredita da una flotta di navi mazoniane, ma Harlock la lancia all'attacco e riesce ad avere la meglio. Poco dopo appare un'altra flotta in una direzione differente; Harlock capisce che Raflesia sta cercando di farlo allontanare dalla Terra, per liberare così il corpo d'invasione mazoniano dall'intralcio costituito dal pirata dello spazio. |                   |                  |
| 9  | Le terribili piante umane 「戦慄の植物生命体」 - senritsu no shokubutsu seimeitai | 16 maggio 1978    | 19 aprile 1979   |
| 9  | Il Dottor Zero, dopo aver studiato i rimasugli di alghe vegetali in forma umana, si rende conto che tali creature respirano attraverso i pori piliferi ed hanno una struttura corporea interna del tutto simile a quella delle piante. Tadashi ha recuperato anche un contenitore al cui interno si trova una registrazione riguardante la storia del pianeta Mazone. Fatta poi virare l'Arcadia in direzione della foresta amazzonica, Harlock e Tadashi scesi a terra vengono aggrediti dalle piante che improvvisamente hanno preso ad animarsi; Yattaran dall'astronave riesce a far produrre una speciale neve artificiale che blocca l'attacco vegetale. |                   |                  |
| 10 | Verso il pianeta segreto 「謎の惑星に迫れ」 - nazo no wakusei ni semare | 30 maggio 1978    | 20 aprile 1979   |
| 10 | Lasciato il Sudamerica l'Arcadia si dirige nuovamente verso lo spazio profondo; all'altezza della Luna Harlock affronta e sconfigge un ulteriore tentativo d'aggressione da parte dell'esercito di Mazone. Tadashi prova a farne prigioniera la comandante ma, una volta veduta Laura, una bellissima ed affascinante mazoniana, viene preso alla sprovvista e stordito. Recuperati i resti della nave ammiraglia nemica, vi si trovano frammenti particellari provenienti dal pianeta Venere; l'Arcadia vi si dirige immediatamente nel tentativo di stanare la base di Mazone. |                   |                  |
| 11 | Laura dagli occhi scintillanti 「ローラが金色に輝く時」 - rora ga kin'iro ni kagayaku toki | 6 giugno 1978     | 23 aprile 1979   |
| 11 | Poco prima d'esser giunti nei pressi di Venere, L'Arcadia incrocia quella che a tutta prima sembra proprio essere una nave nemica abbandonata; dopo esser stata colpita da alcuni meteoriti sta andando lentamente alla deriva. Yattaran in compagnia di Tadashi escono a controllare: all'interno della navicella rintracciano una superstite. Tornati a bordo Harlock ordina al ragazzo di tenere la mazoniana, che è Laura, sotto strettissima sorveglianza. Tadashi scopre presto a sue spese che la donna aliena ha la capacità di mutar forma apparente; completamente ipnotizzato dai suoi occhi che scintillano egli crede di rivedere la madre perduta. In tal maniera Laura riesce a liberarsi e tornar su Venere. |                   |                  |
| 12 | Madre, in tua memoria! 「母よ、永遠なれ」 - haha yo , eien nare | 13 giugno 1978    | 1979             |
| 12 | L'Arcadia su Venere continua la ricerca della base militare dell'esercito di Mazone; sulla superficie del pianeta si trovano dei reperti del tutto simili a quelli lasciati sulla Terra dall'antico popolo dei Maya. Harlock, addentrandosi sempre più in perlustrazione, finisce dentro un cratere di tipo vulcanico dove trova la base mazoniana ancora parzialmente in attività seppur deserta. Raccolti dei vasi dalla fattura antichissima non fa in tempo ad uscir dal vulcano che si scatena un violento terremoto; giunge un'astronave nemica che ingaggia battaglia: stavolta Tadashi riesce a sfuggire all'attacco ipnotico e partecipar attivamente alla difesa dell'Arcadia. |                   |                  |
| 13 | Il castello stregato nel mare della morte 「死の海の魔城」 - shino umi no ma shiro | 20 giugno 1978    | 24 aprile 1979   |
| 13 | Si fa rotta verso il Mar dei Sargassi - una zona misteriosa al centro dell'Oceano Atlantico - ma appena arrivati un sottomarino della seconda guerra mondiale inizia a far opera di disturbo; sul posto c'è anche parte dell'esercito terrestre ai comandi di Kirita, il quale però fugge a gambe levate non appena scorge quella che appare come una nave da guerra fantasma e pertanto tocca all'Arcadia eliminarla. Harlock dà poi l'ordine di scendere verso gli abissi oceanici: sul fondo scorgono una specie di hangar al cui interno sono celati aerei e navi da guerra. Proseguendo trovano un castello il cui padrone è un alleato di Raflesia; questi ha il potere di trasportare tutto l'equipaggio di Harlock in un'altra dimensione spaziotemporale: soltanto con l'aiuto del computer di bordo si riesce a sventare la minaccia e distruggere il castello stregato. |                   |                  |
| 14 | La lapide ai piedi della sfinge 「スフィンクスの墓標」 - sufinkusu no bohyō | 27 giugno 1978    | 25 aprile 1979   |
| 14 | Kirita ha portato la piccola Mayu in Egitto con l'intento esplicito d'attirarvi Harlock, più esattamente nella Valle dei Re: il pirata spaziale scende a Terra e si lancia all'inseguimento attraverso il deserto. Nel frattempo Kirita nel tentativo di salvare Mayu da uno scorpione velenoso ne viene a sua volta punto; la bambina, mentre sta cercando dell'acqua per poter dissetare l'uomo ferito, incontra Harlock stremato e ai limiti delle forze. Tornati da Kirita lo aiutano somministrandogli un antidoto al veleno; ripresi i sensi il nemico di Harlock racconta della tomba della sorella, la quale si trova esattamente ai piedi della grande Sfinge. Ma all'interno del monumento egizio si trova anche un enorme cannone di origine aliena: con quest'arma portentosa Kirita spara contro l'Arcadia, che riesce a sfuggire solo grazie all'aiuto del computer. |                   |                  |
| 15 | L'aurora boreale 「悲恋! 北極オーロラ」 - hiren ! hokkyoku orora | 4 luglio 1978     | 1979             |
| 15 | Un'aurora boreale di chiara origine artificiale disturba le comunicazioni e i sistemi elettromagnetici dell'Arcadia, al Polo Nord uno strano essere che esegue i comandi di Raflesia riesce a far incastrare l'Arcadia in mezzo ai ghiacci eterni: Kirita cerca di approfittare della situazione ma il suo bombardamento non fa altro che aiutare l'astronave di Harlock a liberarsi. Infine Met, la giovane "senza volto", utilizzando al meglio i propri poteri paranormali riesce ad annientare il nemico e salvar da morte certa il Capitano. |                   |                  |
| 16 | La canzone del commiato 「螢・わかれうた」 - hotaru . wakareuta | 11 luglio 1978    | 26 aprile 1979   |
| 16 | Yuki davanti alla tomba dei genitori s'incontra con Kazuya, suo ex fidanzato e stretto collaboratore del padre; il giovane vive ora in quella che era la vecchia abitazione della famiglia di Yuki. Il padre della ragazza era uno scienziato che mirava a costruire un luogo totalmente artificiale in cui poter far vivere parte dell'umanità, esattamente come se si trovassero sulla Terra. Yuki si propone di stare al suo fianco per aiutarlo a portar a termine le ricerche paterne, ma Kazuya si rivela essere alle dipendenze delle mazoniane: dopo esser stata avvisata del suo tradimento da Met, si trova costretta ad ucciderlo. |                   |                  |
| 17 | Lo scheletro dei falchi spaziali 「白骨の勇者」 - hakkotsu no yūsha | 18 luglio 1978    | 27 aprile 1979   |
| 17 | Harlock ha portato Mayu a bordo dell'Arcadia per un breve periodo di vacanza: la bambina fa subito amicizia con Maji, il timoniere, passando sempre più tempo assieme lui. Ed ecco che appena Mayu se ne deve tornare sulla Terra, l'uomo cade in una profonda prostrazione psichica. Maji racconta la triste vicenda della sua vita: si era innamorato e aveva sposato una donna bellissima - che le aveva donato anche una figlia meravigliosa - la quale si rivelò però essere una mazoniana. Una richiesta di SOS giunge intanto all'Arcadia attraverso un messaggio in bottiglia; nelle vicinanze si trova un'astronave intrappolata all'interno d'un campo elettromagnetico: il capitano della nave in pericolo risulta essere un vecchio amico sia di Harlock che del suo timoniere. L'Arcadia purtroppo non riesce ad arrivare in tempo. |                   |                  |
| 18 | Le guerriere ombra 「魔の幻影戦士（シャドウソルジャー）」 - ma no gen'ei senshi (shadōsoruja) | 25 luglio 1978    | 1º maggio 1979   |
| 18 | L'Arcadia ha appena oltrepassato la costellazione delle Pleiadi quando a Maji pare di veder a bordo la figlia; via via molti altri esseri femminili sembrano apparire, ma infine si rivelano essere solamente illusioni-ombra creati da mazoniane. Queste figure illusorie provengono da una base di Mazone situata nelle immediate vicinanze. Nel frattempo anche delle vere mazoniane riescono ad infiltrarsi a bordo dell'Arcadia, e tra loro risulta esservi anche Midori, la figlia di Maji. Egli la fa fuggire, ma viene a sapere che non è veramente suo padre, in quanto le mazoniane non hanno alcun bisogno di un maschio per riprodursi essendo esseri vegetali. |                   |                  |
| 19 | Il tranello della regina Raflesia 「女王ラフレシアの罠」 - joō rafureshia no wana | 1º agosto 1978    | 2 maggio 1979    |
| 19 | Raflesia cerca di venir a conoscenza del segreto che si cela all'interno dell'Arcadia, il suo 42º componente, ovverosia il super-Computer; a tale scopo prova a legger il pensiero all'equipaggio. Il messaggio lasciato nella bottiglia è stato un inganno per attrarre Harlock nei pressi di una pericolosa nebulosa elettrica. La base nemica si trova all'interno della Nebulosa Testa di Cavallo nella costellazione di Orione (costellazione); l'equipaggio dell'Arcadia si trova a dover affrontare un temibile vortice spaziale d'origine magnetica ed una cometa in veloce avvicinamento. Harlock ripara l'astronave all'interno del pianeta denominato "Ombra di morte" sfuggendo così all'attacco. |                   |                  |
| 20 | Yura - La stella disabitata 「死滅のジュラ星」 - shimetsu no jura hoshi | 8 agosto 1978     | 3 maggio 1979    |
| 20 | Met ha la netta sensazione che nel suo pianeta natale vi si trovi ancora qualche sopravvissuto: Harlock decide di far rotta proprio lì, nella costellazione di Antares. Appena sbarcati trovano il pianeta misteriosamente ricoperto di strani fiori profumatissimi, da desertico che era quando Met l'aveva lasciato. Presto tutti tranne Zero e Met si trovano colpiti da una paralisi generalizzata dell'intero corpo. L'antidoto è costituito niente di meno che dall'alcol purissimo; subito dopo un attacco mazoniano viene prontamente sventato. Ridiscesa su Yura Met incontra Fure, sua antica amica ora tramutatasi in mazoniana: le due donne combattono tra di loro. |                   |                  |
| 21 | Goram! 「ゴーラム! 悲劇の戦士」 - goramu ! higeki no senshi | 15 agosto 1978    | 4 maggio 1979    |
| 21 | L'Arcadia, tornata all'interno del Sistema solare si trova ora nei pressi di Giove; degli strani esseri, che però si rivelano subito non essere mazoniane, l'attaccano. Tadashi riesce a catturarne vivo il capitano Goram (Zoru), appartenente all'esercito di Tobaga, piccolo pianeta che si trova nella Fascia principale degli asteroidi orbitanti tra Giove e Marte Il prigioniero racconta ad Harlock la storia del suo popolo invaso dalle mazoniane, sotto la cui minaccia s'è veduto costretto a impartire l'attacco contro l'Arcadia: quando vengono avvistate delle navi nemiche Goram s'impossessa d'una navicella e fugge verso la morte in uno scontro all'ultimo sangue contro le mazoniane. |                   |                  |
| 22 | Il sepolcro dello spazio 「宇宙の墓場、デスシャドウ」 - uchū no hakaba , desushadō | 22 agosto 1978    | 7 maggio 1979    |
| 22 | Harlock sta studiando le preziose notizie lasciategli da Goram riguardanti la composizione della flotta mazoniana. Raflesia ha fatto precipitare un pennant sulla superficie di Marte proveniente dalla Nebulosa di Andromeda: l'Arcadia si mette in viaggio incontro al nemico. Avvicinatasi troppo ad un Buco nero l'astronave di Harlock rischia di rimanere intrappolata dalla sua fortissima forza gravitazionale attrattiva: è questa la zona dell'universo chiamata "sepolcro spaziale". Ma attraverso l'inconsapevole aiuto delle truppe di Mazone L'Arcadia si libera riuscendo così a fuggire. |                   |                  |
| 23 | Yattaran: modellista poeta 「ヤッタラン、プラモ狂の詩」 - yattaran , puramo kyō no uta | 29 agosto 1978    | 8 maggio 1979    |
| 24 | Stella cadente 「純愛流れ星」 - jun'ai nagareboshi | 5 settembre 1978  | 9 maggio 1979    |
| 24 | La colossale flotta spaziale al seguito della regina Raflesia s'avvicina sempre più alla Terra, ma una delle navicelle adibite al trasporto merci viene catturata da Harlock; i due membri dell'equipaggio appartengono anch'essi al pianeta Tobaga (uno dei due è il figlio di Goram) divenuto schiavo di Mazone: l'intero popolo è ora usato come semplice manodopera umana di nessun valore. Intanto scoppia una sommossa all'interno della flotta di Raflesia, con le navi degli abitanti di Tobaga che si danno ad una fuga disperata. La sovrana di Mazone dà l'ordine d'inseguire e sterminare i fuggitivi e contemporaneamente accerchia l'Arcadia, che si trova così senza più alcuna possibilità di scampo. Per romperne l'accerchiamento il figlio di Goram ed il suo compagno a bordo della loro navicella chiamata "Stella cadente" si fanno inseguire dalle mazoniane ed abbattere. |                   |                  |
| 25 | La figlia del Dottor Zero 「ドクター・ゼロとミー」 - dokuta . zero to mi | 12 settembre 1978 | 10 maggio 1979   |
| 26 | Lungo viaggio verso la patria 「はるかなる長い旅」 - harukanaru nagai tabi | 26 settembre 1978 | 11 maggio 1979   |
| 27 | La decisione dell'Alkadia 「アルカディア号の意志」 - arukadeia gō no ishi | 3 ottobre 1978    | 31 ottobre 1979  |
| 28 | La nebulosa Ulisse 「ユリシーズの星雲」 - yurishizu no seiun | 10 ottobre 1978   | 1º novembre 1979 |
| 29 | Scontri sul pianeta Arcobaleno 「虹の星の死闘」 - niji no hoshi no shitō | 17 ottobre 1978   | 2 novembre 1979  |
| 30 | Amico mio, mia giovinezza 「わが友わが青春」 - waga tomo waga seishun | 24 ottobre 1978   | 6 novembre 1979  |
| 30 | Vengono trovati un paio di occhiali rotti: sono gli occhiali di Tochiro Oyama, il vecchio amico di Harlock. Durante un flash-back si scopre che Harlock è stato un fuorilegge ricercato anche nel pianeta Venere. Tochiro ed Harlock si conoscono in un saloon, mentre una donna (Esmeraldas) sta giocando a pocker. In questa occasione Harlock salva la vita a Tochiro, e Harlock viene riconosciuto e catturato. Harlock è condannato a morte per impiccagione, ma l'amico Tochiro lo aiuta a fuggire all'ultimo momento. Durante la fuga nello spazio i due amici sono catturati e costretti ai lavori forzati in una pericolosa miniera, ma vengono a sapere che Esmeraldas li verrà a liberare. Dopo la fuga, Tochiro ed Esmeraldas riescono a sposarsi e poco dopo dalla loro unione nascerà una bambina: Mayu. |                   |                  |
| 31 | La costruzione segreta dell'Alkadia 「アルカディア号建造秘話」 - arukadeia gō kenzō hiwa | 31 ottobre 1978   | 7 novembre 1979  |
| 31 | Continua il flash-back sulla vita di Tochiro Oyama, il vecchio amico di Harlock. Dopo il matrimonio con Esmeraldas, Tochiro si trasferisce a lavorare come ingegnere su un altro pianeta per costruire una nuova astronave grazie ad un particolare minerale che Harlock preleva dal pianeta Ghiaccio. Quando l'astronave Arcadia è completata, all'arrivo dell'esercito terrestre, tutti sono costretti a lasciare il pianeta, che comunque viene distrutto a causa della collisione con un altro corpo celeste. Durante il viaggio Tochiro mostra sempre più evidenti i segni di un grave problema di salute, finché muore. Il suo corpo senza vita è liberato nello spazio e nello stesso momento si accende automaticamente il super-computer dell'Arcadia. Esmeraldas lascia ad Harlock una lettera in cui spiega il suo desiderio di stare vicino al corpo senza vita di Tochiro, vagando nello spazio, e chiede ad Harlock di far crescere la propria figlia, Mayu, sul pianeta Terra. |                   |                  |
| 32 | Musica dal pianeta Vento 「星笛が呼ぶ」 - hoshi fue ga yobu | 7 novembre 1978   | 8 novembre 1979  |
| 32 | L'Arcadia giunge alla Nebulosa di Ulisse per cercare di salvare Mayu, la cui vita è così importante per Harlock da portarlo ad ignorare una richiesta di SOS da parte della Terra. All'orecchio di Harlock sembra giungere il suono dell'ocarina di Mayu, e il super-computer dirige improvvisamente la nave in direzione nell'orbita del vicino pianeta Vento, tuttavia l'equipaggio è incredulo perché nessun altro riesce ad udire questo suono. Sul pianeta Vento, dove le mazoniane hanno preparato una trappola, vengono inviate alcune pattuglie in prerlustrazione, tra le quali anche lo stesso Harlock; l'astronave Arcadia è pilotata anche dal super-computer, che si accorge di un pericolo ed evita di toccare il suolo minato del pianeta. Nel frattempo Harlock viene ingannato da una replica robotica della bambina, ma riesce a sconfiggere i nemici insieme alle altre pattuglie e tutti insieme riprendono la ricerca di Mayu, che viene portata lontano per attirare Harlock in una nuova trappola. |                   |                  |
| 33 | Anche un solo cuore gentile 「たった一人の突撃!」 - tatta hitori no totsugeki ! | 14 novembre 1978  | 9 novembre 1979  |
| 33 | Sulla Terra si è diffusa la notizia dell'imminente invasione dell'esercito mazoniano. In un locale pubblico, Kirita incontra il colonnello Otamara che si sta ubriacando. Kirita spiega ad Otamara che vorrebbe contattare Harlock per coinvolgerlo nella difesa del pianeta Terra e scopre che il colonnello conosce una donna che fa parte dell'equipaggio dell'Arcadia. Alla luce di tutto ciò, Otamara, prendendo una decisione impulsiva, si impossessa di un aereo e decolla per combattere da solo contro la flotta mazoniana. L'equipaggio dell'Arcadia cerca di comunicare via radio con l'aereo di Otamara che viene riconosciuto dalla cuoca di bordo Masu-san. I due vecchi amici hanno la possibilità di dichiarare reciprocamente i propri sentimenti, ma purtroppo il colonnello Otamara finisce col perdere la vita in battaglia. Improvvisamente il super-computer dell'Arcadia decide di fare rotta verso i pianeti gemelli della Nebulosa di Ulisse, lasciando intendere di aver scoperto la nuova posizione della piccola Mayu. |                   |                  |
| 34 | La ninna nanna della galassia 「銀河子守唄」 - ginga komoriuta | 21 novembre 1978  | 13 novembre 1979 |
| 34 | Sui due pianeti gemelli sono state realizzate due diverse basi, controllate da due sorelle gemelle mazoniane. Harlock scende su uno dei due pianeti, dove, seguendo la musica dell'ocarina, trova Mayu accanto alla regina Raflesia che la minaccia con un affilato stiletto. Harlock mette in fuga la regina con la propria pistola laser e fa ritorno sull'Arcadia insieme a Mayu. Per tentare di fermare Harlock le due sorelle mazoniane pilotano con dei razzi i due pianeti in collisione reciproca, ma l'Arcadia riesce ad evitare la distruzione. A bordo dell'Arcadia Mayu continua a suonare la sua ocarina per ore e ore, anche durante la notte, impedendo all'equipaggio di riposare. Il medico spiega che è stata tenuta molto tempo in stato di incoscienza e che non può essere ulteriormente sedata. Harlock ha la brillante idea di portare la bambina davanti al super-computer dell'Arcadia, dove la presenza dello spirito amorevole del padre riesce finalmente a far dormire Mayu. |                   |                  |
| 35 | L'essere misterioso 「美しき謎の女」 - utsukushi ki nazo no onna | 28 novembre 1978  | 14 novembre 1979 |
| 35 | Nella Nebulosa di Ulisse Harlock non trova più nemici da combattere e si dirige verso il pianeta Terra, dove il consigliere Kirita sta incontrando una donna mazoniana che lo invita a schierarsi dalla loro parte. Lui, non solo si rifiuta, ma la uccide immediatamente. A riprendere tutto con una videocamera a nastro c'è Namino Shizuka, la segretaria del primo ministro, che porta il video, opportunamente tagliato, per accusare di tradimento il consigliere Kirita. Il primo ministro, ingannato, accusa Kirita di complotto, il quale è condannato immediatamente a morte. Namino, venuta a sapere della condanna, sembra essersi pentita e mette in atto un piano per far evadere Kirita: da questo momento i due sono entrambi ricercati. Harlock, dopo aver salvato Mayu, la sta portando al suo orfanotrofio sulla Terra, ma qui incontra Kirita che lo prega di portare Namino al sicuro, lontano dalla polizia terrestre. Harlock accetta, anche se Kirita è stato suo nemico. |                   |                  |
| 36 | Il computer vivente 「決戦前夜」 - kessen zenya | 5 dicembre 1978   | 15 novembre 1979 |
| 36 | Dirigendosi dalla Terra verso Marte, Namino viene guidata all'interno dell'Arcadia, non sapendo che lei ha un microfono e una telecamera nascosti per tenere informata la regina Raflesia. Namino tenta anche di sedurre Harlock fingendosi priva di sensi sotto la doccia e lasciando semiaperta la porta dell'alloggio. Lei lo abbraccia e lo bacia, ma il comandante la umilia gettandola di peso sul letto dell'infermeria. Quando Namino cerca di giustificarsi, lui ride della regina Raflesia, esprimendosi come se sapesse che lei lo stesse ascoltando, e provocando in questo modo l'attacco dell'esercito mazoniano. Harlock, aiutato dal super-computer, riesce ad eliminare una bomba posizionata da Namino e decide di simulare un problema tecnico all'Arcadia, per poi sorprendere il nemico e metterlo in fuga. Namino e la regina scoprono in questa occasione che il segreto dell'Arcadia è il super-computer, che sembra agire come un membro dell'equipaggio. |                   |                  |
| 37 | L'astuccio vuoto 「赤いセーターの涙」 - akai seta no namida | 29 dicembre 1978  | 16 novembre 1979 |
| 37 | La regina Raflesia incolpa Namino di essersi fatta scoprire da Harlock e di non aver completato il piano di sabotaggio. Namino sa di essere stata condannata a morte, ma desidera farlo accanto all'uomo che ama, quindi, per andare incontro al proprio destino, finge di aggredire Harlock ben due volte. Egli vorrebbe proteggerla, ma quando comprende il desiderio della donna, la fissa negli occhi, estrae la pistola e la uccide. Finalmente Namino vede realizzato il proprio sogno e sorride mentre muore. Poco dopo anche l'equipaggio scopre che Namino non aveva veramente intenzione di uccidere il capitano e che invece di una vera bomba stava tenendo in mano solo un astuccio vuoto. Harlock, dopo aver letto un biglietto lasciato da Namino, decide di proteggere anche la memoria della donna e comunica a Kirita che la signorina sarebbe rimasta uccisa combattendo coraggiosamente contro le truppe mazoniane. Il corpo di Namino viene liberato nello spazio facendole indossare una maglia rossa, la stessa che lei aveva precedentemente preparato con le sue mani per donarla al capitano. Mentre Namino si allontana il suo corpo brucia e questo conferma che anche lei era una donna mazoniana. |                   |                  |
| 38 | L'invisibile padre di Mayu 「さらば! まゆ」 - saraba ! mayu | 9 gennaio 1979    | 20 novembre 1979 |
| 38 | La flotta mazoniana è diretta verso la Terra, ma l'Arcadia, grazie all'uso degli stabilizzatori elettromagnetici, riesce ad anticiparla. Al collegio terrestre Harlock incontra Kirita con cui si scusa per la morte di Namino che avrebbe dovuto proteggere. Kirita gli chiede di poter portare personalmente Mayu in un rifugio sicuro in Egitto, ma durante il viaggio in aereo egli rimane gravemente ferito all'addome. Durante questo viaggio le truppe mazoniane sorprendono il popolo terrestre che non riesce ad organizzare una buona difesa. Harlock atterra in Egitto, dove riesce a salvare la vita Kirita grazie ad un'operazione chirurgica, e spiega a Mayu che l'anima di suo padre si trova all'interno del super-computer. Ora Harlock sa che Mayu si trova al sicuro sulla Terra e può puntare all'attacco della nave ammiraglia della regina Raflesia. |                   |                  |
| 39 | Morte di Kirita 「壮絶! 長官死す」 - sōzetsu ! chōkan shisu | 16 gennaio 1979   | 21 novembre 1979 |
| 39 | Capitan Harlock vuole dirigersi verso la base mazionana sul pianeta Saturno, e durante il viaggio cerca di nascondersi nei pressi di Giove. Kirita si riprende dall'intervento e racconta ad Harlock le ingiustizie che ha subito nella vita e per quale motivo abbia cercato di rovinare la felicità di Mayu e del capitano. Purtroppo l'Arcadia viene scoperta e il reparto d'assalto mazoniano riesce a fare breccia al suo interno, dove avviene un sanguinoso scontro corpo a corpo con l'equipaggio. In questa occasione Kirita non si risparmia e usa il proprio corpo a protezione degli altri, ponendosi a protezione della porta della sala del super-computer. Durante lo scontro ha un ruolo importante anche la strategia di Harlock e l'intervento del super-computer, che riescono a tenere conto del vento solare, dell'attrazione gravitazione di Giove e della sua fascia di asteroidi. Al termine della battaglia l'Arcadia viene portata all'interno dell'asteroide "Isola Ombra di morte" per effettuare le necessarie riparazioni. Qui Kirita trova una morte serena e viene salutato con i colpi a salve dei cannoni dell'astronave.                                                                     |                   |                  |
| 40 | La nave del miraggio 「その時天使は歌った」 - sono toki tenshi ha utatta | 23 gennaio 1979   | 22 novembre 1979 |
| 40 | L'avvicinamento alla nave ammiraglia si svolge in quattro fasi. Prima l'Arcadia subisce un attacco di guerriglia, e le guerriere mazoniane sono respinte combattendo corpo a corpo all'esterno dell'Arcadia. In una seconda fase Harlock viene contattato da una nave ospedale che gli chiede alcuni farmaci, ma la richiesta si rivela essere solo uno sporco trucco dei mazoniani. Successivamente Harlock avanza con l'Arcadia e colpisce delle astronavi nemiche, ma scopre che vi erano stati nascosti dei prigionieri per essere usati come uno scudo umano. Harlock interrompe il fuoco e l'equipaggio riesce ad aiutare una donna a partorire. In questo momento delicato avviene anche un altro fatto sorprendente: le navi civili si dispongono a protezione dell'Arcadia e la flotta mazoniana disobbedisce all'ordine di attacco della regina Raflesia. Nell'ultima fase, la regina Raflesia cerca di proteggere la propria astronave facendo apparire un oceano in tempesta intorno all'Arcadia, ma Harlock capisce che si tratta solo di un miraggio e procede contro Doclas, la nave ammiraglia nemica che splende come un diamante.                                                                             |                   |                  |
| 41 | Raflesia e Harlock: incontro ravvicinato 「決闘! 女王対ハーロック」 - kettō ! joō tsui harokku | 30 gennaio 1979   | 23 novembre 1979 |
| 41 | La nave ammiraglia Doclas è difesa da una schermatura, quindi Harlock cerca di portare lo scontro al suo interno, penetrandovi con una squadriglia di navicelle. Qui l'equipaggio deve affrontare il comandante Cleo, mentre Harlock si trova ad affrontare la regina Raflesia, che sembra aspettarlo in un ambiente naturale coperto dalla nebbia, dove lei sta completando un Cairn di pietra. Dal terreno escono delle mani di figure di cadaveri mazoniani che trascinano in basso il capitano (questa parte risulta non doppiata in italiano) che invoca l'aiuto del super-computer che pilota l'Arcadia in suo soccorso. Tra la regina Raflesia ed Harlock ha inizio un duello con la spada, che termina quando lui riesce a tagliarle via tutti gli indumenti e a ferirla superficialmente. A questo punto Raflesia getta la spada e quando Harlock vede il sangue rosso della regina, decide di risparmiarle la vita, lasciandola libera di ritirarsi insieme alle navi dei civili. Nell'Arcadia si festeggia la fuga del nemico, ma Harlock sembra preoccupato. |                   |                  |
| 42 | Addio, pirata dello spazio! 「さらば宇宙の無法者」 - saraba uchū no muhōsha | 13 febbraio 1979  | 27 novembre 1979 |
| 42 | Al ritorno sulla Terra, capitan Harlock scopre che Mayu ha lasciato l'Egitto per andare a vivere insieme ad altri bambini in Giappone, ma anche che tutto il suo equipaggio è stato giudicato e condannato a morte automaticamente da un computer. Inspiegabilmente, inizia a scendere la neve e quando dal Pennant esce una luce color arcobaleno, dal manto nevoso emergono i corpi nudi dell'esercito mazoniano che era riuscito a nascondersi. Il primo ministro implora Harlock di aiutarlo, promettendo l'amministia a tutti i pirati dell'Arcadia. Harlock sembra riluttante, ma quando Mayu invoca ad alta voce aiuto, il super-computer prende il controllo della nave. I colpi dell'Arcadia distruggoni il Pennant, la sua luce si interrompe e istantaneamente bruciano anche tutti i corpi dei nemici. Sulla Terra vi è solo distruzione, la popolazione è alla fame e tutto deve essere ricostruito. Harlock affida questo compito al proprio equipaggio, mentre per il suo destino, decide di scomparire nello spazio insieme a Meet. Questo è l'epilogo di un'antica guerra, terminata nel lontano 2979. |                   |                  |